# Церква Святого Онуфрія (Гусятин)
Церква Святого Онуфрія, також Онуфріївська церква — культова споруда, мурована пам'ятка архітектури національного значення II-ї половини XVI—XVII ст., нині парафіяльна церква у місті Гусятині, районному центрі Тернопільської області. За переказами — місце хрещення Северина Наливайка.

## Опис
Належить до триконхового типу церков, що свідчить про взаємини з Молдавським князівством.

## Історія
Під час турецької окупації Подільського воєводства (1672—1699) була перероблена на мечеть, до церкви було прибудовано мінарет, який не зберігся. Після вигнання турків — знову християнський храм. Довкола церкви збереглися оборонні мури.
У 1920-х роках на парафії з кількаденним візитом побував Іван Огієнко — майбутній митрополит Іларіон, а в 1921 році храм вивідав молодий офіцер, майбутні» Президент Франції Шарль де Голль.
До 1946 року парафія і храм належали до УГКЦ, з 1946 року — перейшли до РПЦ. Під час воєнних дій церква була дуже пошкоджена.
6 серпня 1991 року за благословення єпископа-ординарія Івано-Франківської єпархії УГКЦ владики Софрона Дмитерка парафію УГКЦ було відновлено, а 25 серпня 1991 року її було зареєстровано в органах державної влади. Храм залишився за парафією.
За служіння о. Геннадія Михайлюка у храмі було встановлено іконостас, зроблено внутрішній розпис. Відбулася майже тижнева місія оо. Редемптористів: о. Романа Криси було організовано спільноту УМХ, братства «Апостольство молитви» і «Матері Божої Неустанної Помочі», Вівтарна дружина. 25 квітня 1997 року освячено два нові дзвони: «Святий Онуфрій» та «Святий Василій Великий».
З 19 листопада 2000 року парафія підпорядкована новоствореній Бучацькій єпархії.
23 червня 2001 року парафіяни разом з парохом о. Романом Крісою побували в Києві на зустрічі зі Святішим Отцем Іваном-Павлом II. Парафію відвідували владика Йосафат Говера — екзарх Луцький та владика Гліб Лончина — Апостольський екзарх для українців-католиків у Великій Британії.
У власности парафії проборство.

## Парохи
- о. Іван Бажайський (1872—1889),
- о. Северин Гріши на (1889—1890),
- о. Григорій Ковец (1890—1892),
- о. Володимир Білінський (1892—1895),
- о. Онуфрій Вергун (1895—1900),
- о. Микола Тодорович (1900—1905),
- о. Антонім Полянський (1905—1908),
- о. Іван Матковський (1908—1914, декан та капелан УГА),
- о. Богдан Подолінський (1914),
- о. Іван Матковський (1914—1919),
- о. Северин Ціанмінський (1919),
- о. Іван Бачинський (1919—1921),
- о. Теодор Рак-Раченко (1921—1946),
- о. Олександр Максимович (1956—1980),
- о. Геннадій Михайлюк (1991—1995),
- о. Роман Кріса (з 13 жовтня 1995).